# Wilson Barrett
Wilson Barrett, pseudonimo di William Henry Barrett (Chelmsford, 18 febbraio 1846 – Londra, 22 luglio 1904), è stato un attore, drammaturgo e manager inglese.

## Biografia

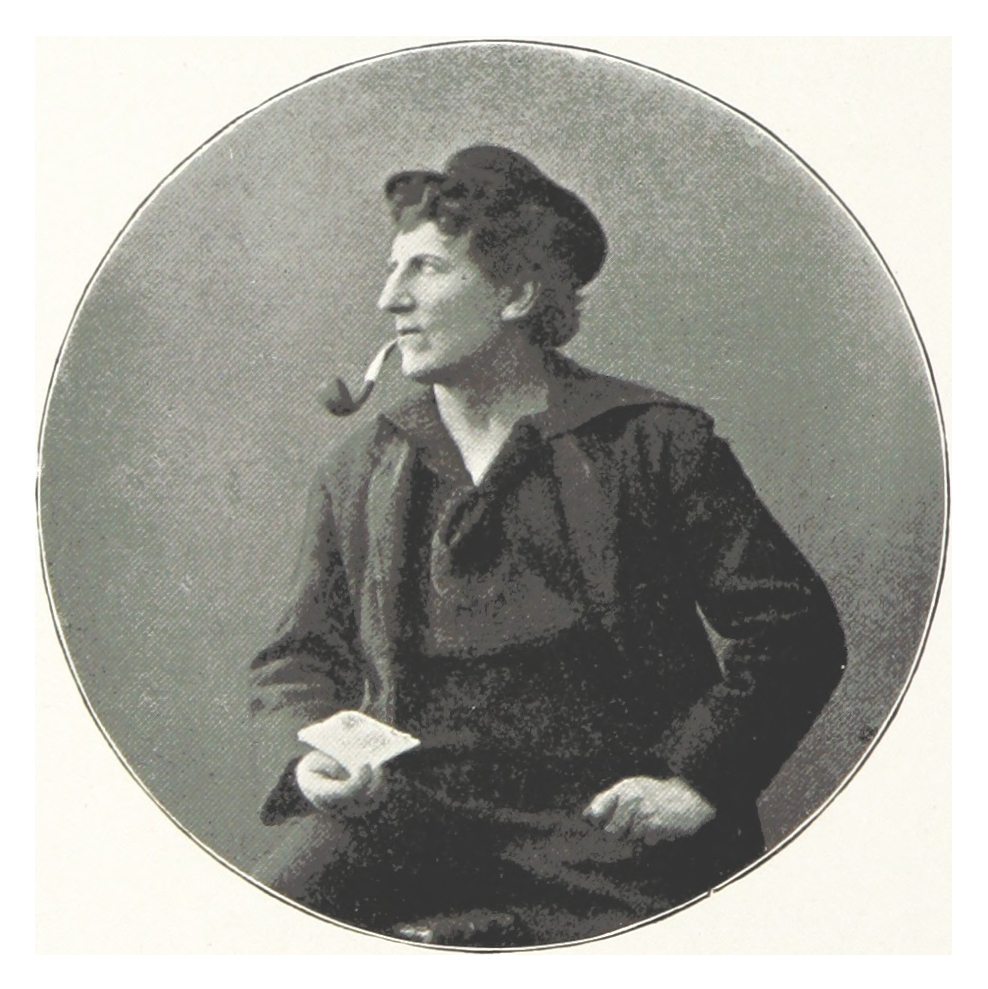
Wilson Barrett nel 1899

Attore, direttore e drammaturgo inglese, Wilson Barrett nacque a Chelmsford, nell'Essex, il 18 febbraio 1846, figlio di un contadino.
Nel 1857, la sua famiglia perse la fattoria e si trasferì a Londra, dove Barrett divenne un assiduo frequentatore di un teatro chiamato The Queen's Theatre, dedicandosi contemporaneamente alle letture di William Shakespeare.
Si avvicinò al palcoscenico esordendo con suo fratello, George, al Grecian Theatre nel 1861,
dopo di che si esibì al Theatre Royal di Halifax nel 1864, e poi recitò nelle province da solo o con sua moglie, Caroline Heath, a East Lynne.
Barrett conobbe Caroline Heath (1835-1887), un'attrice già affermata, e i due si sposarono il 21 luglio 1866 ed ebbero due figli, Frank e Alfred, e tre figlie, Ellen, Katherine e Dorothea. Barrett e Heath si esibirono sia insieme sia separatamente, mentre Barrett intraprese una carriera gestionale e direttiva teatrale. Era capace di gestire più teatri contemporaneamente, e durante la sua vita Barrett supervisionò diversi teatri, tra cui il Theatre Royal in Kingston upon Hull (1877-1891) il Grand Theatre di Leeds (1878-1894) e il Princess's Theatre di Londra (1881-1886), tra gli altri.
Nel 1870 Barrett formò una sua compagnia itinerante, la Wilson Barrett Company, costituita, tra gli altri, da suo fratello George e da sua moglie Caroline, con la quale si esibì inizialmente nelle province inglesi.
Dopo qualche esperienza manageriale a Leeds e altrove, nel 1879 assunse la direzione del Royal Court Theatre, dove introdusse l'attrice polacca Helena Modjeska a Londra, in un adattamento della Maria Stuart di Friedrich Schiller, oltre che l'attrice francese Adrienne Lecouvreur e mise in scena numerose opere teatrali.
Lavorò con importanti scrittori e drammaturghi del tempo, come Henry Arthur Jones e Louis Napoleon Parker, e spesso assunse scrittori per scrivere opere originali o collaborare con lui su adattamenti, tra i quali l'autore George R. Sims.
Nel 1881, quando rilevò il Princess's Theatre, diventò ben noto al pubblico per i drammi emotivi rappresentati, come The Lights o' London, di George R. Sims.
Il dramma che gli diede la fama fu The Silver King di Henry Arthur Jones, forse uno dei melodrammi di maggior successo mai rappresentato, prodotto nel 1882, interpretato da lui stesso nel ruolo di Wilfred Denver, con suo fratello George, un comico eccellente, nel cast, e E. S. Willard come "Spider".
Barrett recitò questa parte per trecento recite di seguito, e ripeté il suo successo a Londra nel Claudian di W. G. Wills. Nel 1884 apparve in Amleto, ma presto tornò al melodramma e, nonostante qualche tournée londinese, recitò principalmente nelle province.
Nel 1886 fece il suo primo tour in America, ripetuto negli anni successivi, e nel 1898 effettuò una tournée in Australia.
Durante questi anni il palcoscenico di Londra stava ricevendo nuove influenze e la moda di Wilson Barrett nel melodramma sembrava in fase calante. Ma nel 1895 riscosse un nuovo successo con un suo dramma di emozioni religiose, Il segno della croce (The Sign of the Cross, 1895), che richiamò un grande pubblico anche formato da spettatori non frequentatori abituali del teatro. Tentò successivamente di ripetere il successo con altre commedie di tipo religioso, ma non sempre ottennero gli stessi risultati.
Wilson Barrett morì il 22 luglio 1904 a Londra.
Wilson Barrett era un buon attore dotato di un fisico robusto, di una ottima e bella presenza scenica, eccellente nel melodramma,con una voce risonante; sebbene Barrett abbia interpretato Shakespeare per tutta la sua carriera, la sua versione di Amleto si rivelò molto popolare, l'attore eccelse nel melodramma, ponendo l'accento sulla moralità e sulla speranza.

## Opere

### Direzioni teatrali
- Grand Theatre, Leeds, (1878-1895);
- Royal Court Theatre, Londra (1879);
- Princess's Theatre, Londra (1881–1886);
- Olympic Theatre, Londra (1890-1891).

### Drammaturgo
- Sister Mary (1880);
- Hoodman Blind (1885);
- Ben-My-Chree;
- Clito;
- The Manxman;
- Romany Rye;
- The Sign of the Cross (1895);
- Lucky Durham.

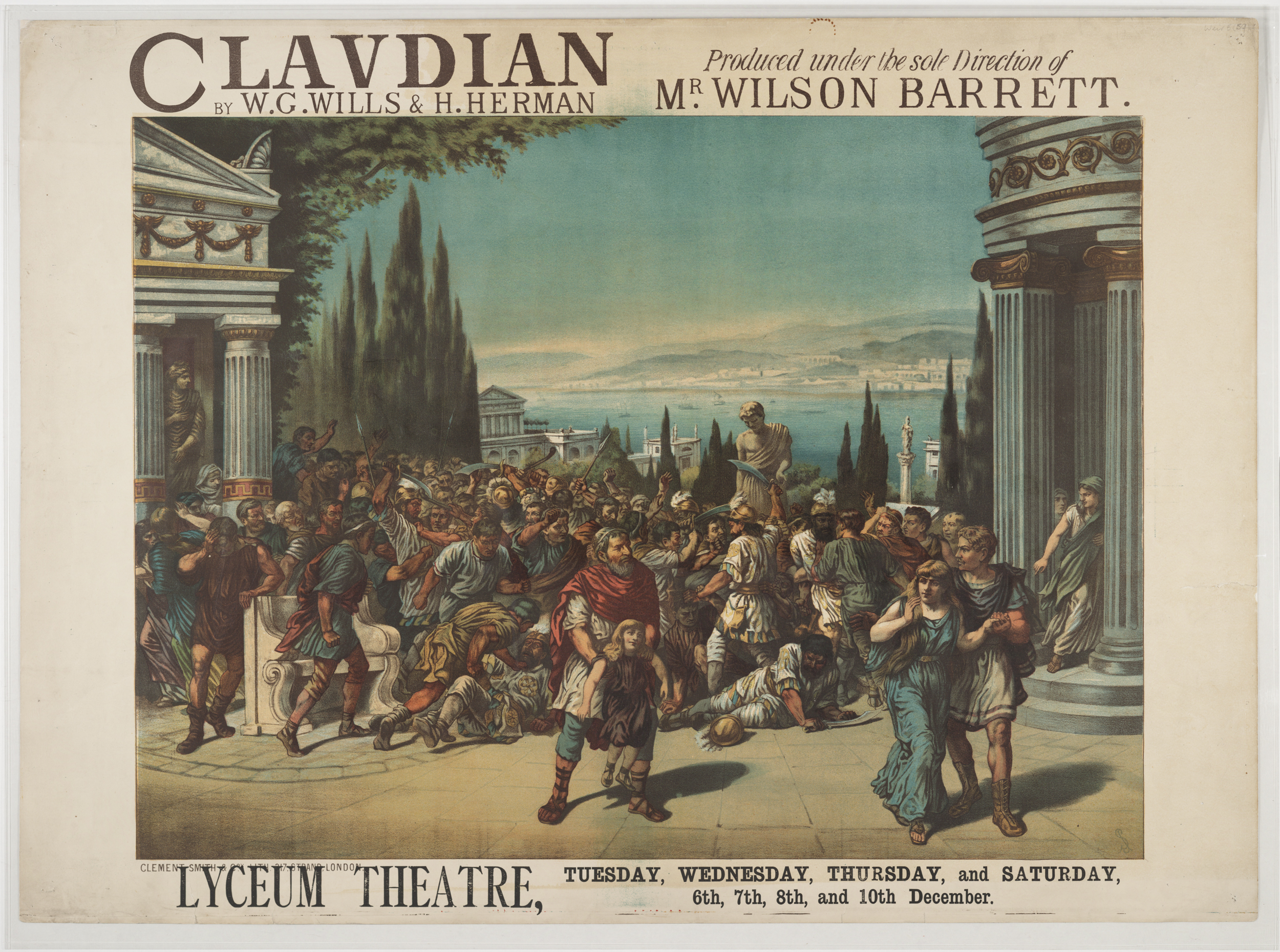
Produzione di Barrett di Claudian, al Royal Lyceum Theatre, Edimburgo (1887)
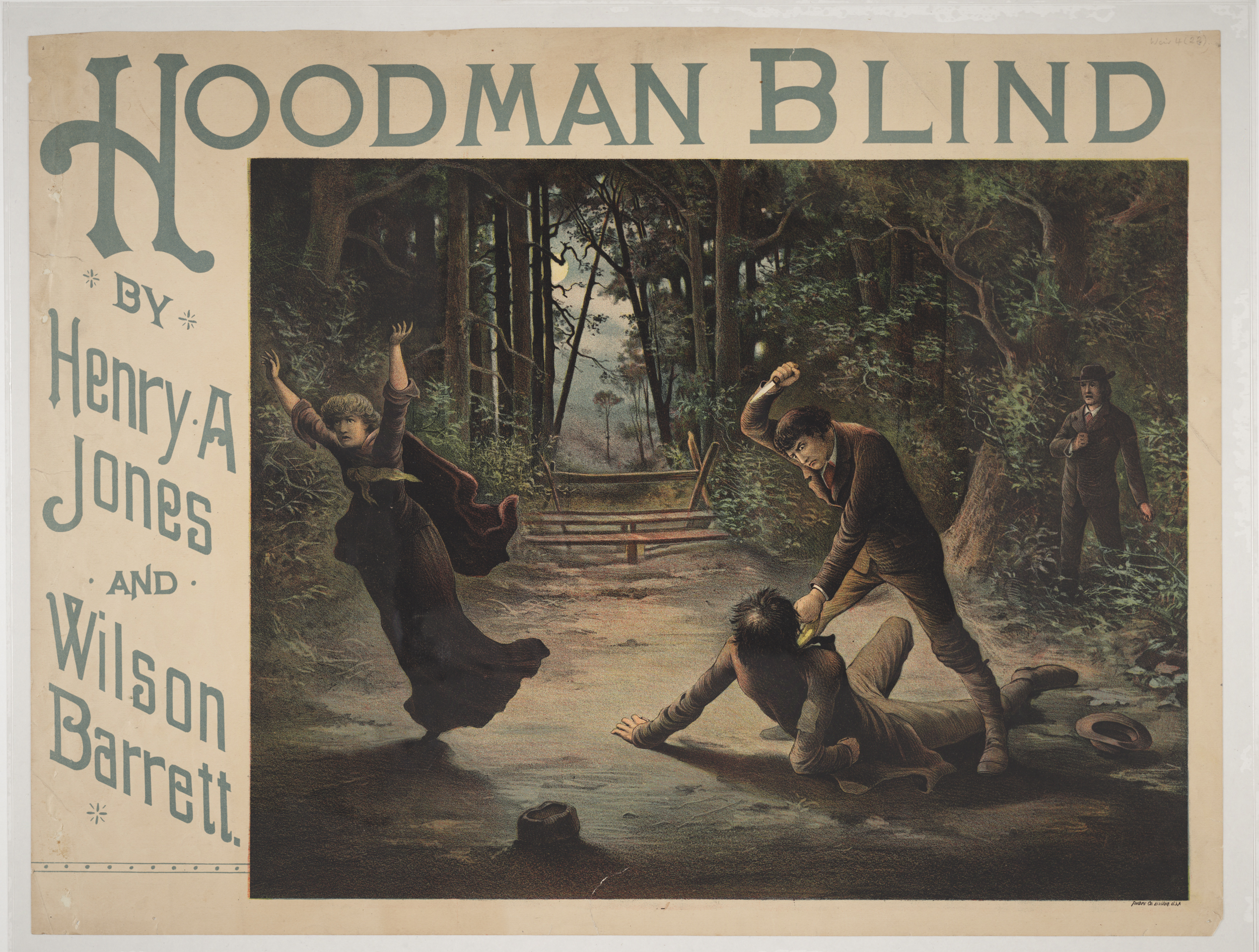
Poster di Hoodman blind (circa 1887)
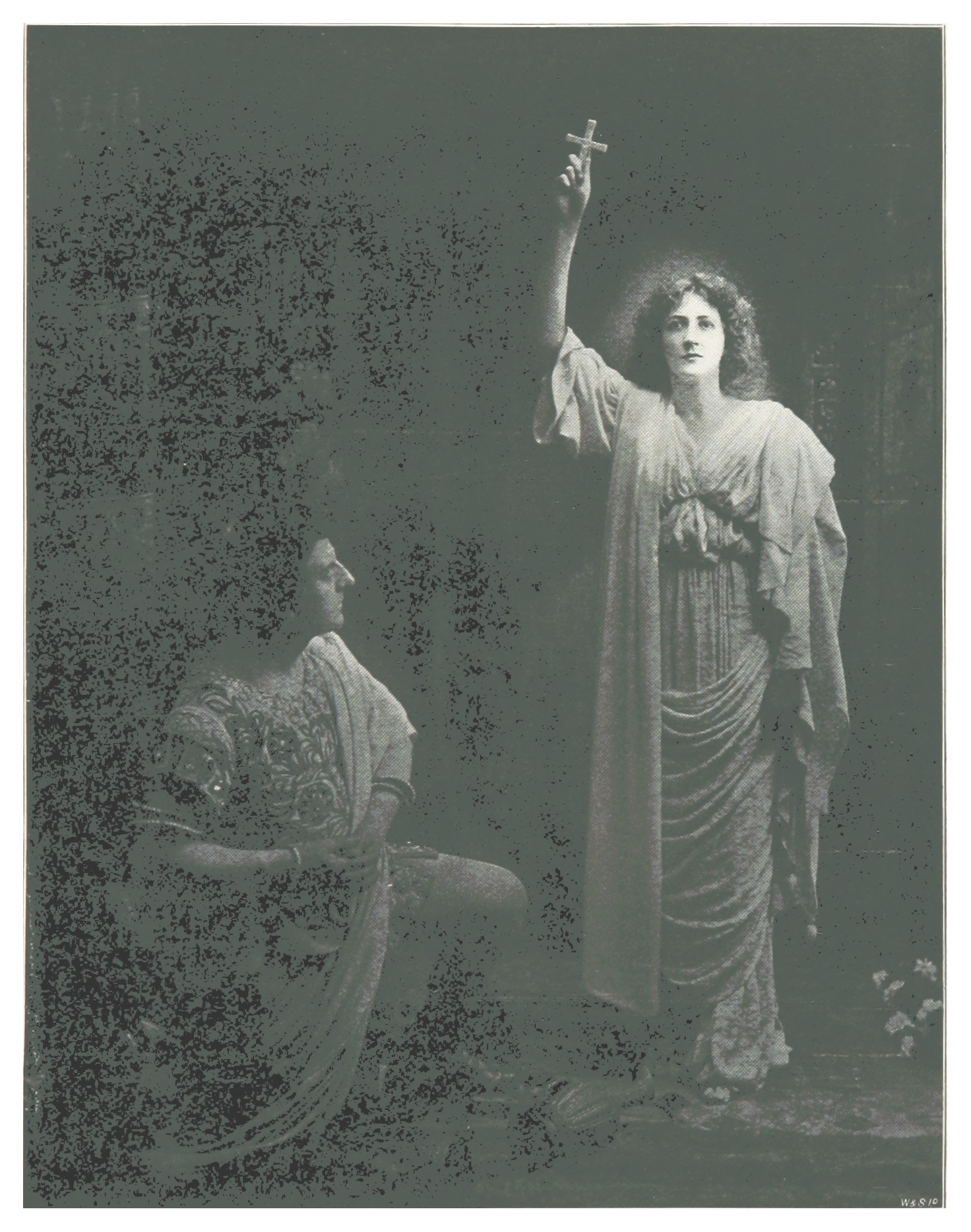
Wilson Barrett e Maud Jeffries, nel The Sign of the Cross (1895)